# لوون گرتان
لوون باسیل گرتان (ارمنی: Լեոն Գերդան؛ فرانسوی: Léon Basile Guerdan‎ زادهٔ ۱۸۸۶ - درگذشته ۱۹۴۹)، نویسنده ارمنی بود که به زبان فرانسوی نویسندگی می‌کرد.

## زندگی‌نامه
وی با نام اصلی لوون گیومیوشگرتانیان (ارمنی: Լեոն Կյումյուշկերտանյան) در ۱۸۸۶ در کنستانتینوپل به دنیا آمد و در ورسای، فرانسه تحصیل نمود.  وی در ۱۹۴۹ در سن ۶۳ سالگی در نیویورک سیتی درگذشت.

## آثار
وی در سال ۱۹۳۶ کتابی دربارهٔ تیگران یرکات منتشر نمود.